# Run–D.M.C.
Run-DMC  (укр. Ран Ді-Ем-Сі) — американський хіп-хоп гурт з Нью-Йорка (район Квінз, околиця Голліс). Гурт засновано 1981 року, серед його учасників: Джозеф Сіммонс, Дерріл Макденіелз та Джейсон Майзелл. Run-DMC — загальновизнано як один із найвпливовіших реп-колективів в історії хіп-хопу та як один із найвідоміших колективів 1980—х років. Разом із реп-виконавцем LL Cool J та хіп-хоп гуртами Beastie Boys і Public Enemy, колектив став засновником нової школи хіп-хоп музики. Окрім того, Run-DMC стали першим хіп-хоп гуртом, якому вдалося видати альбом, що отримав золоту сертифікацію («Run–D.M.C.», 1984), та номінуватися на премію «Ґреммі». Також гурт першим у своєму жанрі випустив платинову платівку («King of Rock», 1985) та мультиплатинову платівку («Raising Hell», 1986). Їхні відеокліпи вперше почали транслювати на музичному телеканалі «MTV», вперше в історії хіп-хоп музики колектив виступив на сцені музичної передачі «American Bandstand» та з'явився на обкладинці журналу «Rolling Stone». Run-DMC — єдиний гурт, який виступив на благодійному музичному фестивалі «Live Aid» 1985 року.
Колектив одним із перших почали надавати великого значення зв'язку між емсі та ді-джеєм. 2004 року журнал «Rolling Stone» помістив гурт на 48 місце їхнього списку найкращих музичних артистів усіх часів і народів. Окрім того, 2007 року на сайті MTV.com Run-DMC названо «найкращим хіп-хоп гуртом усіх часів». Також гурт отримав титул «найкращого хіп-хоп виконавця усіх часів» за версією VH1. 2009 року Run-DMC став другим в історії хіп-хоп гуртом, який увійшов до Зали слави рок-н-ролу.

## Дискографія
- Run-D.M.C. (1984)
- King of Rock (1985)
- Raising Hell (1986)
- Tougher Than Leather (1988)
- Back from Hell (1990)
- Down with the King (1993)
- Crown Royal (2001)